# Круглица (Орловская область)
Круглица — деревня в Урицком районе Орловской области России.
Входит в состав Архангельского сельского поселения.

## География
Расположена на правом берегу реки Орлица юго-восточнее деревни Юшино и административного центра поселения — посёлка Совхозный.
Через Круглицу проходит просёлочная дорога, образующая улицу Тополиную.

## Население
| 2010 |
| ---- |
| 5    |